# Оборин, Александр Васильевич
Алекса́ндр Васи́льевич Обо́рин (22 марта 1908 — 7 августа 1944) — подполковник, командир 438-го истребительного авиационного полка, Герой Советского Союза.

## Биография
Родился в 1908 году в посёлке Нытва, ныне город Пермского края (по уточненным данным — в деревне Нижняя Гаревая современного Нытвенского округа) в семье рабочего. Русский.
Окончил 7 классов, работал машинистом листопрокатного цеха Лысьвенского металлургического завода. В Красной Армии с 1929 года, член ВКП(б) с 1931.
В 1932 году окончил Ленинградскую военно-теоретическую школу лётчиков, затем Энгельсскую военную авиационную школу лётчиков.
На фронтах Великой Отечественной войны с июля 1941 года. Проходил службу в 32-м «А» истребительном авиационном полку и 184-м истребительном авиационном полку. В 1942 году назначен на должность командира эскадрильи 563-го истребительного авиационного полка 283-й истребительной авиационной дивизии. В июле 1943 года назначен на должность командира 438-го истребительного авиационного полка (205-я истребительная авиационная дивизия, 6-й гвардейский истребительный авиационный корпус, 2-я воздушная армия, 1-й Украинский фронт). Подполковник Оборин к августу 1944 года совершил 283 боевых вылета, в 119 воздушных боях сбил лично 12 и в группе 4 самолётов противника (в литературе иногда указывается и большее количество воздушных побед Героя).
7 августа 1944 года в воздушном бою над сандомирским плацдармом в районе посёлка Лагув (31 км юго-восточнее города Кельце, Польша), когда кончились боеприпасы, таранил вражеский истребитель, но и сам погиб. Звание Героя Советского Союза присвоено 10 апреля 1945 года посмертно.

## Награды и звания
- Герой Советского Союза.
- Два ордена Ленина.
- Три ордена Красного Знамени.
- Орден Красной Звезды.

## Память
В городах Нытва и Лысьва Александру Васильевичу Оборину установлен памятник.
В родной деревне Нижняя Гаревая имя Героя носит улица.